# Президентски избори в България (2001)
Президентските избори от 2001 година са избори за президент и вицепрезидент на България, действащият президент Петър Стоянов имаше право на още един мандат но загуби изборите от кандидата на БСП Георги Първанов изборите бяха проведени на 11 ноември 2001 г. а вторият тур е на 18 ноември 2001. Резултатът е победа за Георги Първанов от БСП, който печели 54,0% от гласовете на втория тур, побеждавайки действащия президент Петър Стоянов. Избирателната активност на първия тур е 41,8%, а на втория - 55,1%. Първанов встъпва в длъжност на 22 януари 2002 г.

## Предварителни проучвания
| Публикувано                   | Институт         | Петър Стоянов | Богомил Бонев | Георги Първанов | Жорж Ганчев | Ренета Инджова | Петър Берон | Няма да гласуват |
| ----------------------------- | ---------------- | ------------- | ------------- | --------------- | ----------- | -------------- | ----------- | ---------------- |
| 20 септември 2001 г.          | Alpha Research   | 34.0%         | 19.0%         | 18.0%           | 3.0%        | 3.0%           | 0.5%        | 24.5%            |
| пренормирани %                | само далите глас | 43.87%        | 24.52%        | 23.22%          | 3.87%       | 3.87%          | 0.65%       |                  |
| разлика на реалните резултати | от прогнозата    | -20.33%       | -21.41%       | +56.72%         | -13.18%     | +27.13%        | +70.77%     |                  |

## Резултати

### Първи тур (11 ноември 2001)
| № | Кандидат-президент | Кандидат-вицепрезидент | Издигнати от                           | Получени гласове | %     |
| - | ------------------ | ---------------------- | -------------------------------------- | ---------------- | ----- |
| 1 | Петър Берон        | Стоян Андреев          | Партия „Съюз България“                 | 31 394           | 1,11  |
| 2 | Петър Стоянов      | Нели Куцкова           | Инициативен комитет                    | 991 680          | 34,95 |
| 3 | Богомил Бонев      | Атанас Железчев        | Партия „Гражданска партия на България“ | 546 801          | 19,27 |
| 4 | Жорж Ганчев        | Веселин Бончев         | Партия „Блокът на Жорж Ганчев“         | 95 581           | 3,36  |
| 5 | Георги Първанов    | Ангел Марин            | Коалиция „Коалиция за България“        | 1 032 665        | 36,39 |
| 6 | Ренета Инджова     | Кръстю Илов            | Партия „Демократичен алианс“           | 139 680          | 4,92  |

### Втори тур (18 ноември 2001)
| Кандидати       | Кандидати     | Издигнати от                    | Получени гласове | %     |
| Президент       | Вицепрезидент | Издигнати от                    | Получени гласове | %     |
| Петър Стоянов   | Нели Куцкова  | Инициативен комитет             | 1 731 676        | 45,87 |
| Георги Първанов | Ангел Марин   | Коалиция „Коалиция за България“ | 2 043 443        | 54,13 |

### Статистика
|                                             | Първи тур | Втори тур |
| ------------------------------------------- | --------- | --------- |
| Брой на избирателите по избирателни списъци | 6 847 422 | 6 889 638 |
| Брой на гласувалите                         | 2 850 297 | 3 784 036 |
| Процент на гласувалите                      | 41,62     | 54,92     |
| Брой на недействителните гласове            | 12 589    | 8917      |
| Брой на действителните гласове              | 2 837 708 | 3 775 119 |